# Domentiolos
Doment(z)iolos (mittelgriechisch Δομεντζίολος, lateinisch Domentiolus; † nach 610) war ein Feldherr des oströmischen Kaisers Phokas.
Nach der Ermordung des Maurikios und seiner Familie durch den Usurpator Phokas hatte der sassanidische Großkönig Chosrau II. dem Oströmischen Reich den Krieg erklärt. Infolge der Rebellion des bis dahin im Abwehrkampf recht erfolgreichen Narses betraute der Kaiser um 604 seinen Neffen Domentiolos, einen unerfahrenen Soldaten, als magister militum per Orientem mit dem Oberbefehl über die Truppen. Zugleich erhob er ihn in den Rang eines Kuropalates, womit Domentiolos als möglicher Thronfolger des kinderlosen Kaisers designiert wurde. Im Perserkrieg war Domentiolos seinen Gegnern nicht gewachsen: Im Verlauf der folgenden vier Jahre überrollten die persischen Truppen einen Großteil von Mesopotamien und Syrien, Armenien und Kleinasien. Er wurde von seinem Onkel Komentiolos als Kommandeur abgelöst.
In dieser aussichtslosen Lage erhob sich Herakleios in Karthago gegen Phokas und stürzte ihn 610 vom Thron. Domentiolos wurde auch zum Tode verurteilt, aber durch die Vermittlung des Theodor von Sykeon begnadigt. 